# Michael Fock
Michael Fock (* 10. April 1958 in Frankfurt am Main) ist ein deutscher Jurist. Er war von 2015 bis 2024 Präsident des Landessozialgerichts Sachsen-Anhalt. 

## Leben und Wirken
Fock war seit 1991 Richter in der Justiz des Landes Sachsen-Anhalt, zunächst am Kreisgericht Magdeburg, später im Geschäftsbereich des Landessozialgerichts Sachsen-Anhalt. 1994 wurde er zum Richter am Sozialgericht Magdeburg ernannt. Von 1994 bis 1997 erfolgte die Abordnung an das Landessozialgericht Sachsen-Anhalt mit Sitz in Halle (Saale), 1997 die Ernennung zum Richter am Landessozialgericht. 2002 wechselte Fock als Direktor an das Sozialgericht Magdeburg. 2007 erfolgte die Ernennung zum Vizepräsidenten des Landessozialgerichts Sachsen-Anhalt. Am 16. Juli 2015 wurde er zum Präsidenten des Landessozialgerichts Sachsen-Anhalt ernannt. Am 1. März 2024 trat er in den Ruhestand ein.